# Клусово (Дмитровский городской округ)
Клусово — деревня в Дмитровском районе Московской области, в составе сельского поселения Синьковское.
Расположена в западной части района, недалеко от границы с Солнечногорским районом, примерно в 20 км к западу от Дмитрова, на левом берегу реки Кимерши (правый приток Лутосни), высота центра — 170 м над уровнем моря. Ближайшие населённые пункты — Глухово на северо-западе, Алабуха на востоке и Космынка на северо-востоке. Через деревню проходит региональная автодорога Р-113 Рогачёвское шоссе.
До 1954 года Клусово — центр Клусовского сельсовета. В 1994—2006 годах Клусово входило в состав Кульпинского сельского округа.

## Население
| 2002 | 2006 | 2010 |
| ---- | ---- | ---- |
| 18   | ↘13  | ↗28  |